# ロジーナ・エメット・シャーウッド
ロジーナ・エメット・シャーウッド（Rosina Emmet Sherwood、1854年12月13日 – 1948年1月19日）はアメリカ合衆国の画家、イラストレーターである。

## 略歴
ニューヨークの実業家の娘に生まれた。母親のジュリア(Julia Pierson Emmet: 1829-1908)は肖像画家のダニエル・ハンティントンに絵を学んだイラストレーターとしても知られていた。妹のリディア(1866-1952)とジェーン(1873-1961)も画家になった。
最初の美術教育を母親から受けた後、友人のドーラ・ウィラー(Dora Wheeler Keith: 1856–1940)とウィリアム・メリット・チェイスから絵を学んだ。多くの画家たちがスタジオを設けてきたニューヨークのTenth Street Studio Buildingに1881年までにはスタジオを開いた。はじめは「ハーパーズ・マガジン」などの雑誌の挿絵を描いた。1880年には出版社が主催したクリスマス・カードのデザイン・コンクールで1等を得て$1,000 の賞金を得た。ドーラ・ウィラーとデザイン会社を作り、ドーラの母親が運営し、タペストリやカーテン、壁紙などをデザインした。1884年から1885年にはウィラーとパリに渡り、私立美術学校のアカデミー・ジュリアンでトニ・ロベール＝フルーリーに学んだ。
1887年にアーサー・シャーウッド(Arthur Sherwood)と結婚し、ピューリッツァー賞を受賞する脚本家のロバート・E・シャーウッドを含む5人の子供が生まれ、ロジーナは家族の絵も描くようになった。
1893年のシカゴ万国博覧会では女性館の壁画を描いた女性画家の一人になり、万国博覧会の展覧会に作品を展示した。その後も何度か絵の注文を受けて描いた。
197年に、ワシントンD.C.の国立女性美術館で開催された特別展、「 American Women Artists 1830 」に作品が展示された。

## 作品

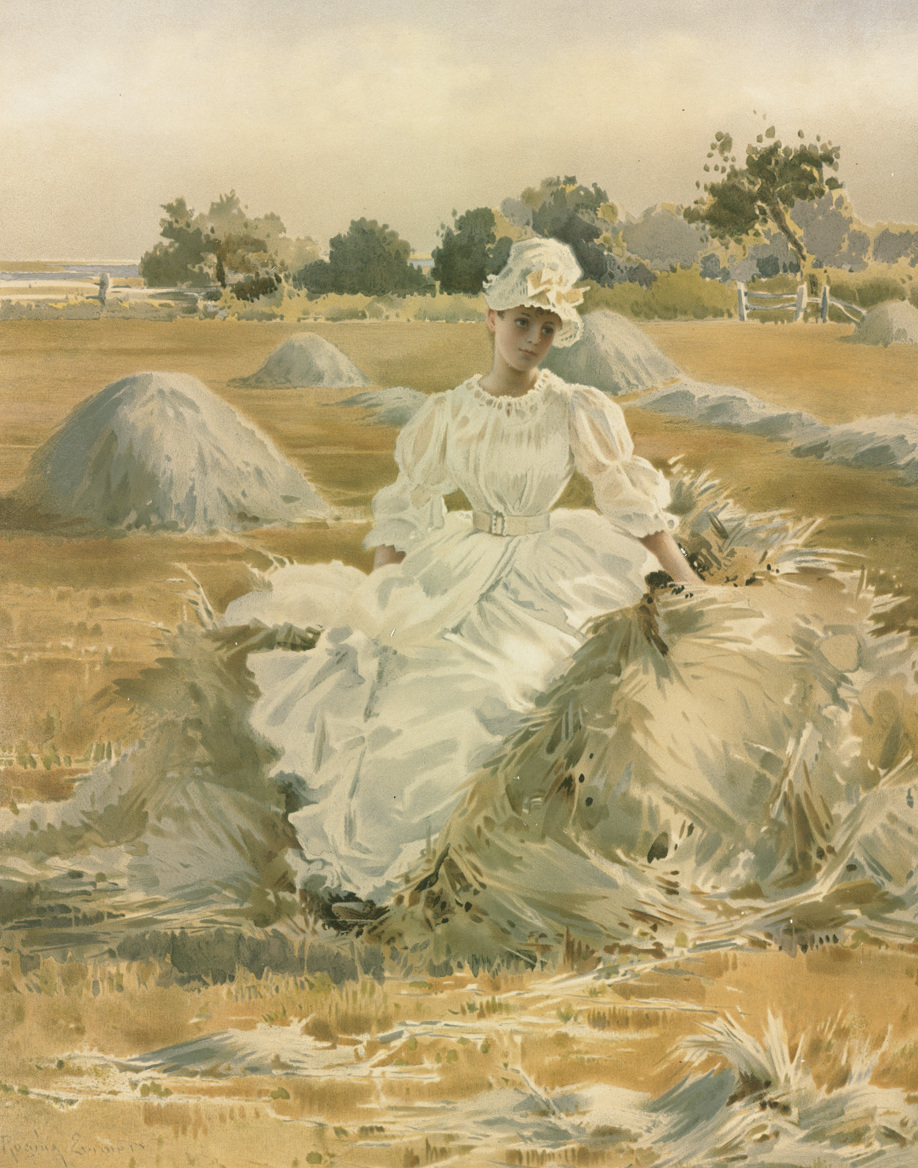
積み草の上に座る女性（版画）
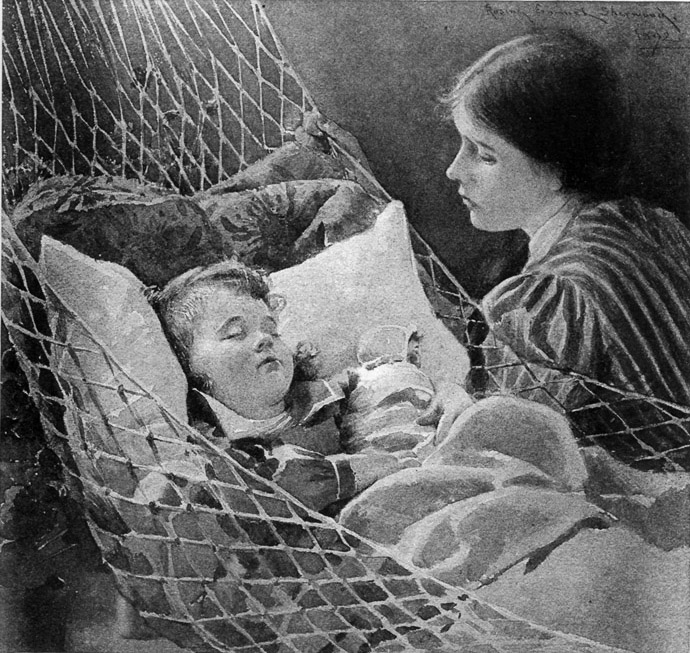
眠る子供、シカゴ万博出展作
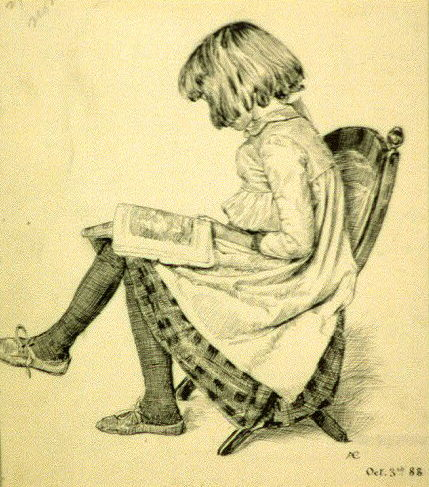
「ハーパーズ・マガジン」挿絵
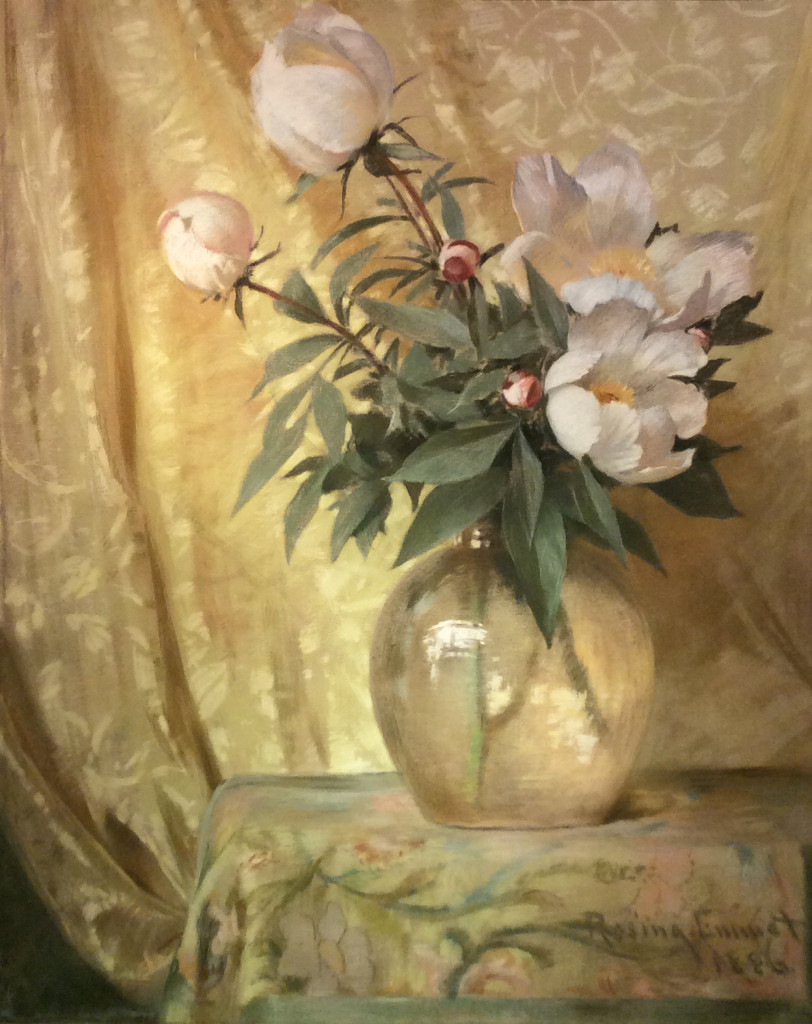
静物画 (1886)